# Список прем'єр-міністрів Антигуа і Барбуди
Прем'єр-міністр Антигуа і Барбуди — глава уряду й виконавчої влади Антигуа і Барбуди.

## Головний міністр (1960—1967)
|    | Ім'я      | Початок терміну | Завершення терміну |
| -- | --------- | --------------- | ------------------ |
| 1. | Вере Берд | 1 січня 1960    | 27 лютого 1967     |

## Прем'єри (1967—1981)
|    | Ім'я                  | Початок терміну | Завершення терміну |
| -- | --------------------- | --------------- | ------------------ |
| 1. | Вере Берд             | 27 лютого 1967  | 14 лютого 1971     |
| 2. | Джордж Герберт Волтер | 14 лютого 1971  | 1 лютого 1976      |
| 3. | Вере Берд             | 1 лютого 1976   | 1 листопада 1981   |

## Прем'єр-міністри Антигуа і Барбуди з 1981
|    | Ім'я            | Початок терміну  | Завершення терміну |
| -- | --------------- | ---------------- | ------------------ |
| 1. | Вере Берд       | 1 листопада 1981 | 9 березня 1994     |
| 2. | Лестер Берд     | 9 березня 1994   | 24 березня 2004    |
| 3. | Болдвін Спенсер | 24 березня 2004  | 13 червня 2014     |
| 4. | Гастон Браун    | 13 червня 2014   | чинний             |